# マリンドライブ駅
マリンドライブ駅（英:Marine Drive Station）は、カナダ・ブリティッシュコロンビア州・バンクーバーにある、スカイトレイン カナダ・ライン の駅である。

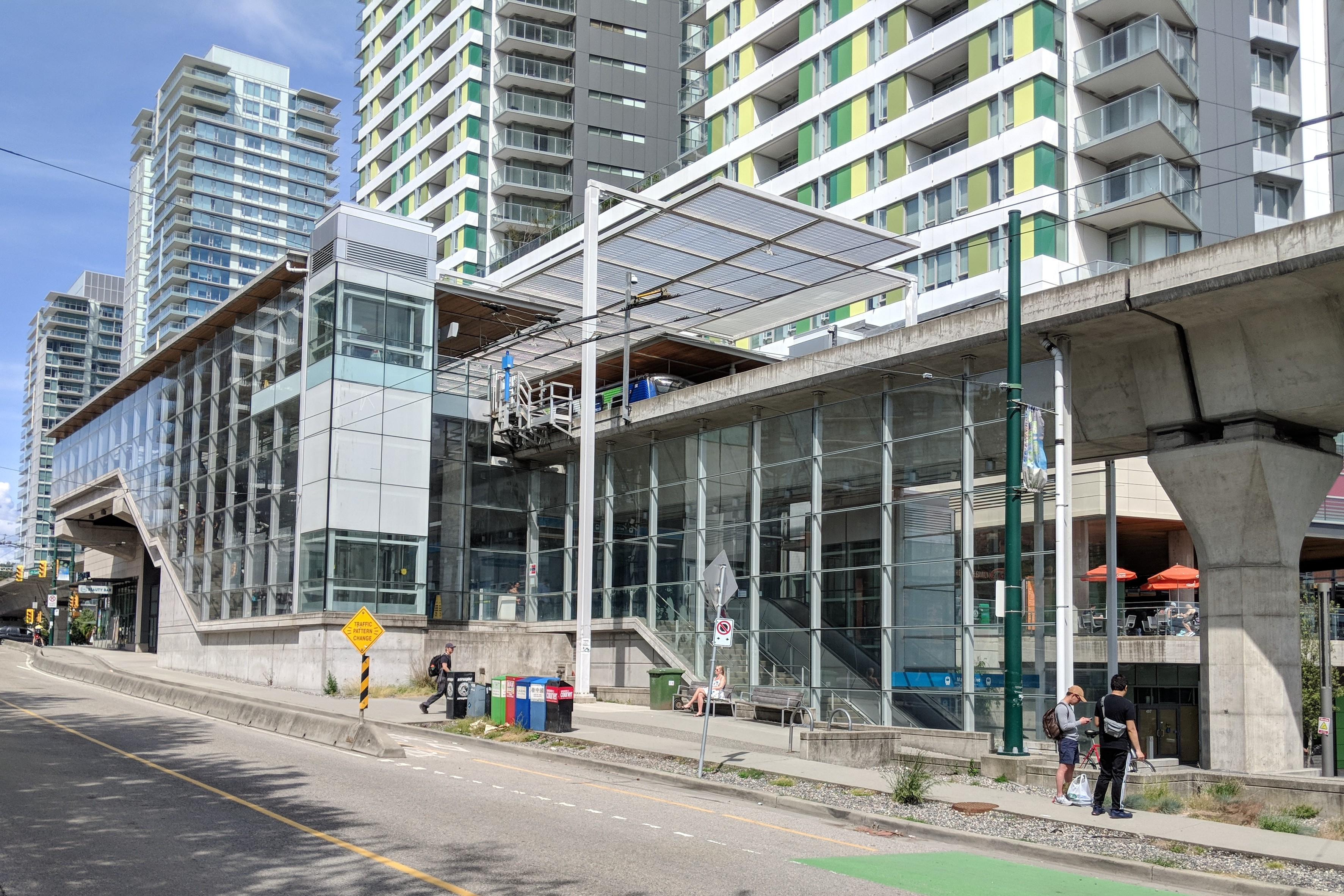
マリンドライブ駅玄関

2009年8月17日に開業した。

## 歴史
- 2009年8月17日：カナダ・ラインの駅として開業[1]。
- 2016年1月 - ICカード「コンパスカード」の利用が可能となる[2]。

## 駅構造
相対式ホーム2面1線を有する高架駅である。
| ホーム | 路線          | 行先                             |
| ------ | ------------- | -------------------------------- |
| 上り   | ■カナダライン | ウォーターフロント駅方面         |
| 下り   | ■カナダライン | リッチモンド・ブリグハウス駅方面 |
| 下り   | ■カナダライン | YVRエアポート駅方面              |

## 駅周辺
施設
- アッシュ公園
- マリン・ゲートウェイ

バス路線
スカイトレインが運行しない深夜には夜行バスN15が運行しており。
| ホーム | 路線 |
| ------ | --- |
| 1      | 3 系統・ダウンタウン 10 系統・ダウンタウン 15 系統・オリンピックビレッジ駅 17 系統・ダウンタウン 夜行バス: ダウンタウン行き N8、N15、N20 |
| 2      | 100系統・22丁目駅 100系統・マーポールループ                                                                                              |

## 隣の駅
■カナダライン
ランガラ・49番アベニュー駅 - マリンドライブ駅 - ブリッジポート駅